# نبرد گذرگاه القصرین
نبرد گذرگاه القصرین نبردی است در جنگ جهانی دوم که در فوریه سال ۱۹۴۳ در اطراف گذرگاه القصرین میان نیروهای محور و ارتش متفقین رخ داد و در نهایت با پیروزی نیروهای محور به پایان رسید.